# Pamětní válečná medaile 1914–1918
Pamětní válečná medaile 1914–1918 (francouzsky Médaille Commémorative de la Guerre 1914–1918, nizozemsky Oorlogsherinnerinsmedaille 1914–1918) je vojenské vyznamenání Belgického království založené roku 1919.

## Historie a pravidla udílení
Pamětní válečná medaile byla založena královským dekretem dne 21. července 1919. Udílena byla všem příslušníkům Belgických ozbrojených sil, kteří sloužili za první světové války a jež byli způsobilí k obdržení spojenecké vítězné medaile.

## Popis medaile

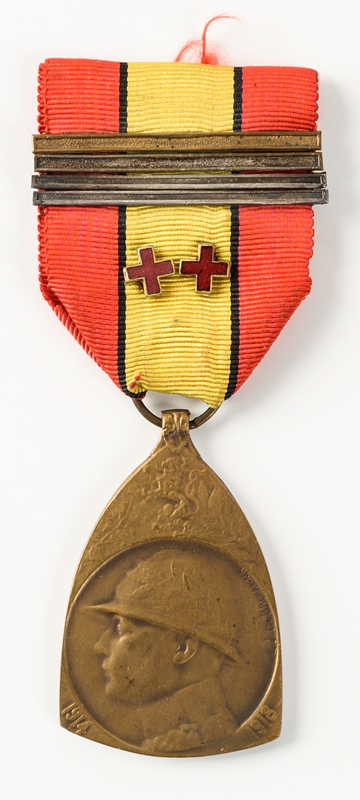
Medaile s jednou zlatou a třemi stříbrnými sponami a dvěma červenými křížky

Medaile vysoká 47 mm a široká 31 mm byla ražena z bronzu. Měla trojúhelníkový tvar se zaoblenými stranami. Na přední straně byl reliéfní motiv hlavy vojáka s helmou zdobenou vavřínovou ratolestí. Reliéf byl umístěn v kruhu o průměru 29 mm. Mezi kruhem a levým rohem medaile je letopočet 1914 a v pravém dolním rohu letopočet 1918. V horním cípu trojúhelníku nad medailonem je vyobrazen lev s dubovou větvičkou vlevo a vavřínovou ratolestí vpravo. Na zadní straně je v horní části reliéfní vyobrazení koruny obklopené stejnými větvičkami jako lev na přední straně. Pod korunou je nápis na dvou řádcích ve francouzštině MEDAILLE COMMEMORATIVE • DE LA CAMPAGNE. Pod ním jsou data 1914 – 1918. Pod letopočty je nápis na dvou řádcích v nizozemštině HERDENKINGSMEDAILLE • VAN DEN VELDTOCHT.
Stuha široká 39 mm z hedvábného moaré se skládá ze středového pruhu žluté barvy širokého 11 mm, který je z obou stran lemován 1 mm širokým černým proužkem, na který z obou stran navazují červené pruhy.
Na stuze bylo dovoleno nosit několik spon. Stříbrné a zlaté spony, korunka, červeně smaltovaný kříž, námořní kotva a další. Stříbrná spona nese rok prvního udělení této medaile. Další stříbrné spony znamenají opětovné udělení tohoto vyznamenání za dalších šest měsíců na frontě. Zlatá spona se nosí místo pěti stříbrných spon. Červeně smaltovaný kříž se nosí za každé zranění v boji. Námořní kotva se nachází na stuhách námořníků, kterým bylo uděleno také Námořní vyznamenání a korunka na stuhách dobrovolníků. Spony 1916-R-1917 či 1916-R-1918 byly určeny příslušníkům belgických expedičních sborů v Rusku.